# رودسيا
كانت رودسيا (بالإنجليزية: Rhodesia) دولة غير معترف بها في منطقة إفريقيا الجنوبية دامت خلال الفترة الممتدة من عام 1965 حتى عام 1979. تقابل أراضيها أراضي دولة زيمبابوي الحديثة. كانت رودسيا الدولة الخليفة لمستعمرة رودسيا الجنوبية البريطانية التي تمتعت بالحكم الذاتي منذ تشكيل حكومة مسؤولة في عام 1923. كانت رودسيا دولةً حبيسةً تحدها جنوب إفريقيا من الجنوب، وبتشوانالاند (المعروفة الآن باسم بوتسوانا) من الجنوب الغربي، وزامبيا (التي كانت تعرف في السابق باسم رودسيا الشمالية) من الشمال الغربي، وموزمبيق (وهي مقاطعة برتغالية حتى عام 1975) من الشرق. كانت رودسيا واحدة من بلدين مستقلين وحيدين في القارة الإفريقية اللذين حكمتهما أقلية بيضاء من أصول وثقافة أوروبية خلال الفترة الممتدة من عام 1965 حتى عام 1979، وكانت جنوب إفريقيا البلد الآخر.
منِحت الأراضي الواقعة شمال ترانسفال إلى شركة جنوب إفريقيا البريطانية برئاسة سيسل رودس في أواخر القرن التاسع عشر. سار رودس ورتله الريادي صوب الشمال في عام 1890، وبسطوا سيطرتهم على قطعة كبيرة من الأراضي التي ظلت واقعة تحت حكم الشركة حتى مطلع عشرينيات القرن العشرين. أعلِن عن تجريد الشركة من ميثاق امتيازها في عام 1923. ونالت رودسيا الجنوبية الحق في الحكم الذاتي، وأسست مجلسًا تشريعيًا. التحقت رودسيا الجنوبية برودسيا الشمالية ونياسالاند في اتحاد رودسيا ونياسالاند خلال الفترة ما بين عام 1953 وعام 1963.
أدى الاجتثاث السريع للاستعمار في إفريقيا خلال أواخر خمسينيات ومستهل ستينيات القرن العشرين إلى إثارة قلق شريحة واسعة من السكان البيض في رودسيا الجنوبية. أصدرت حكومة رودسيا الجنوبية ذات الغالبية البيضاء إعلان استقلال أحادي الجانب (يو دي آي) عن المملكة المتحدة بتاريخ 11 نوفمبر عام 1965، وذلك في محاولة منها لتأخير الانتقال إلى نظام حكم ذي غالبية سوداء. في بادئ الأمر، سعت الدولة الجديدة -التي عرفت باسم رودسيا- للحصول على الاعتراف كدولة مستقلة ضمن دول الكومنولث، إلا أنها أعادت تشكيل نفسها كجمهورية في عام 1970.
صادق مجلس الأمن التابع للأمم المتحدة على قرار يدعو جميع الدول إلى عدم الاعتراف برودسيا عقب إعلان الاستقلال. أقدم الحزبان القوميان الأفريقيان، الاتحاد الإفريقي الشعبي الزيمبابوي (زابو) والاتحاد الوطني الإفريقي الزيمبابوي (زانو)، على شن تمرد مسلح ضد الحكومة بعد إعلان الاستقلال أحادي الجانب، وهو ما أدى إلى اندلاع حرب الأدغال الرودسية. أدى تنامي التململ من الحرب، والضغوط الدبلوماسية الممارسة، فضلًا عن الحظر التجاري الواسع الذي فرضته الأمم المتحدة، إلى اعتراف رئيس الوزراء الرودسي إيان سميث بحكم الغالبية في عام 1978. بيد أن الانتخابات والحكومة المؤقتة متعددة الأعراق التي خلفت سميت برئاسة المعتدل أبيل موزوريوا فشلت في إرضاء النقاد الدوليين أو إخماد جماح الحرب. نجح موزوريوا في التوصل إلى اتفاق مع الاتحاد الإفريقي الشعبي الزيمبابوي (زابو) والاتحاد الوطني الإفريقي الزيمبابوي (زانو) بحلول شهر ديسمبر من عام 1979، وهو ما سمح لرودسيا بالرجوع مؤقتًا إلى الوضع الاستعماري، في انتظار إجراء انتخابات جديدة تحت إشراف بريطاني. أحرز الاتحاد الوطني الإفريقي الزيمبابوي (زانو) نصرًا انتخابيًا في عام 1980، ونالت البلاد استقلالها المعترف به دوليًا تحت اسم زيمبابوي في شهر أبريل من عام 1980.
كانت سالزبوري (وهي العاصمة وتعرف الآن باسم هراري) وبولاوايو أكبر مدن رودسيا. قبل عام 1970، كان المجلس التشريعي ذي المجلس الواحد يتألف بغالبية أعضائه من البيض، وكان هناك بضعة مقاعد مخصصة للنواب السود. استعيض عنه ببرلمان مؤلف من مجلسين اثنين (مجلس نواب ومجلس شيوخ) بعد إعلان قيام الجمهورية في عام 1970. ظل النظام ذو المجلس المزدوج قائمًا في زيمبابوي بعد عام 1980. بصرف النظر عن نظام الامتيازات العرقية، اتبعت رودسيا نظام ويستمنستر بصورة تقليدية إلى حد ما، والذي كانت قد ورثته عن المملكة المتحدة، إذ يؤدي الرئيس دور رأس الدولة بصورة تشريفية ويتولى رئيس الوزراء رئاسة مجلس الوزراء كرئيس للحكومة.

## التركيبة السكانية

### عدد السكان
كان التنقل من بين الخصائص الرئيسية التي ميزت مجتمع البيض في رودسيا، إذ كان احتمال مغادرة الوافدين البيض لرودسيا بعد بضعة أعوام يتعادل مع احتمال استعدادهم للاستقرار الدائم فيها. على سبيل المثال، بلغ عدد المستوطنين الذي ظلوا يعيشون في رودسيا في عام 1924 خمسة عشر مستوطنًا من أصل 700 مستوطن بريطاني ممن كانوا من بين أوائل المستوطنين البيض الذين وصلوا إلى هناك في عام 1890. كان الحفاظ على نمو عدد السكان البيض خلال الفترة ما بين عام 1955 وعام 1972 يعتمد إلى حد كبير على استقبال مهاجرين بيض جدد، وذلك نظرًا لتدني معدل مواليد السكان البيض في رودسيا (18 مولودًا لكل 1,000 نسمة بالمقارنة مع معدل مواليد السكان الأفارقة البالغ 48 مولودًا لكل 1,000 نسمة)، ولذلك بلغ معدل الهجرة 60% من إجمالي النمو السكاني للبيض في رودسيا آنذاك.
ومع ذلك، لاحظ المؤرخ الأمريكي جوزايا براونيل أن معدل الاستعاضة للمقيمين البيض في رودسيا كان مرتفعًا للغاية، إذ استقبلت رودسيا ما وصل مجموعه إلى 255,692 مهاجرًا من البيض خلال الفترة الممتدة من عام 1955 حتى عام 1979، في حين هاجر ما مجموعه 246,583 شخصًا من ذوي البشرة البيضاء خلال نفس الفترة. بلغ معدل المهاجرين البيض خلال سنوات الانتعاش في أواخر خمسينيات القرن العشرين نحو 7,666 مهاجرًا في السنة الواحدة، وذلك في الوقت الذي بلغ فيه معدل الوافدين البيض إلى رودسيا 13,666 مهاجرًا في السنة الواحدة، وجاء معظمهم من المملكة المتحدة وجنوب إفريقيا. بلغ معدل الوافدين البيض الذين استقبلتهم رودسيا خلال الفترة ما بين عام 1961 وعام 1965 نحو 8,225 مهاجرًا في السنة الواحدة، في حين بلغ معدل هجرة السكان البيض منها 12,912 مهاجرًا في السنة الواحدة. جاء العديد من المهاجرين البيض إلى رودسيا بحثًا عن فرص اقتصادية، وغادروا على إثر القلاقل التي شابت الوضع الأمني مع اشتداد أتون حرب الأدغال الرودسية. كان العديد منهم غير مهتمين بالاستيطان الدائم هناك، ولم يتقدموا للحصول على الجنسية الرودسية على الرغم من حملة عام 1967 التي حثتهم على ذلك.
أكد براونيل أن الوطنية في مجتمع البيض كانت «سطحية» نظرًا للطابع الاغترابي الطاغي عليه. كذلك ادعى أن جل المهاجرين البيض في أواخر ستينيات ومطلع سبعينيات القرن العشرين كانوا من العمال غير المهرة الذين تنافسوا على الوظائف مع القوة العاملة الإفريقية السوداء في البلاد، ولم يسهموا في سد الحاجة إلى المهارات التقنية أو المهنية التي كانت البلاد في حاجة ملحة لها. وأرجع السبب في ذلك إلى سياسة الحكومة التي هدفت إلى جعل الهجرة البيضاء «غير انتقائية قدر الإمكان»، وضمان وظيفة لكل مهاجر أبيض. شهد عدد سكان رودسيا طفرةً خلال أواخر ستينيات القرن العشرين بفعل الهجرة والزيادة السكانية الاستثنائية الحاصلة بين المواطنين السود، وهي الأعلى من نوعها في إفريقيا جنوب الصحراء آنذاك.

### اللغة
تحدث معظم الرودسيين البيض الإنجليزية، في حين تحدثت أقلية منهم الأفريقانية. شكلت نسبة الرودسيين السود الذين تحدثوا لغة الشونا ما يقرب من 70%، في حين شكلت نسبة أولئك الذين تحدثوا لغة النديبلي نحو 20%. كانت غالبية الجالية الهندية في رودسيا تتحدث اللغة الكجراتية، في حين تحدثت أقلية منهم اللغة الهندية.

## أعلام
- إدوارد ستانلي روبرتس
- نايجل لامب
- مي موسودزي
- هيو بيج
- إنغريد سنكلير
- إيان نابا